# Национална асоциация на сляпо-глухите в България
Националната асоциация на сляпо-глухите в България (НАСГБ) e сдружение в обществена полза на хора със силно нарушение зрение и слух.

## Увод
Сляпо-глухотата е отделно уникално комбинирано увреждане, различно и от слепотата, и от глухотата – много тежко полисензорно увреждане – едновременно на двата дистантни сензорни канала, поставящи носителите на това увреждане в ситуация на изключителен сензорен и информационен дефицит.

## Предистория
В България през 80-те и 90-те години на XX век, нараства броят на слепите с увреден слух. На 18 декември 1993 г. в Пловдив се създава групата на сляпо-глухите в рамките на Съюза на слепите в България от 9 учредителя, които единодушно избират за пръв свой председател Димитър Парапанов. През 1994 г. към ИС на Съюза на слепите в България (ССБ) се създава комисия по активността и проблемите на сляпо-глухите, оглавявана също от Димитър Парапанов.
Комисията през 1996 г. извършва проучване на 94 сляпо-глухи. По непълни данни тогава от 15.000 слепи между 1500 и 2000 (10 – 12%) от тях са с увреден слух. Същата комисия, като взема предвид, че сляпо-глухотата е уникална, отделна инвалидност, различна от слепотата и глухотата и също така, че има вече създадени такива национални организации на и за сляпо-глухи в други страни като Норвегия, Русия, Хърватска, Дания, Англия и др.
Това се потвърждава впоследствие от резолюцията на учредителната Генерална асамблея на Световната федерация на сляпо-глухите от 12 октомври 2001 г., стига до заключението, че е крайно необходимо създаването и в България на самостоятелна, независима организация на сляпо-глухите с цел представяне и защита на техните специфични интереси и права. По тази причина комисията се трансформира в Инициативен комитет за учредяване на национална асоциация на слепоглухите в България.

## Учредяване и прохождане
На 15 август 1997 г. 71 учредители от цялата страна основават в гр. Пловдив Националната асоциация на сляпо-глухите в България (НАСГБ), която избира за председател Димитър Парапанов и Национален съвет в състав:заместник-председател - Данчо Данчев – сляп чуващ, Мария Гатева, и членове на Изпълнителния съвет – Илия Гуделов, Христо Стойков, Михаил Йончев, Тодор Стоянов (сляпо-глухи).
Избран е и Национален Контролен съвет: председател – Иван Братоевски, Цвятко Йорданов (сляпо-глухи) и Владимир Желев – секретар – сляп чуващ.
През следващите години заместник-председатели са Христо Бойчев – (виждащ чуващ), Мария Гатева, Христо Стойков и Тодор Радев (сляпо-глухи) и секретар на НС – Антония Данчева (виждаща и чуваща)
Най-голям приоритет за асоциацията е рехабилитацията и интеграцията на тотално сляпо-глухите и тези с тежки зрителни и слухови увреждания.
Понастоящем с тази цел е създаден и функционира Национален център за рехабилитация на сляпо-глухи Хелън Келър, в гр. Пловдив.
Организацията си поставя следните цели и задачи:

1. издирване, организиране и подпомагане на сляпо-глухите и подобряване на социалното им положение;

2. рехабилитация и социална интеграция на сляпо-глухите и тяхната равнопоставеност в обществото;

3. подобряване личностната им реализация и повишаване на културното и образователното им ниво;

4. защита на човешките им права.

## Структура
След нейната съдебна регистрация със седалище Пловдив, с решение на Пловдивския Окръжен съд на 22 октомври 1997 г. се пристъпва към изграждане на структури по места. Създадени са 26 регионални организации в градовете Асеновград, Бургас, Варна, Велико Търново, Габрово, Горна Оряховица, Димитровград, Добрич, Дулово, Казанлък, Кърджали, Неделино, Перник, Плевен, Пловдив, Русе, Сливен, Смолян, София, Стамболийски, Стара Загора, Търговище, Харманли, Хисаря, Шумен и Ямбол в които са организирани около 750 сляпо-глухи члена.
Тези регионални организации обхващат над 20 области и над 200 общини в страната.
В останалите области на България няма създадени структури. Поради отдалеченост и липса на средства все още не са обхванати в асоциацията огромна част – над 800 сляпо-глухи.

## Ръководни органи
Председател на НАСГБ е Димитър Парапанов, и членове на Управителния съвет – са: Снежана Кирчева – отговаря за социалните въпроси и замества председателя, когато отсъства от седалището на асоциацията, Соня Захариева – по организационните въпроси и представлява председателя пред централни, държавни и обществени институции, когато председателят е възпрепятстван, Калинка Ковачева – културно масова дейност, Станчо Добрев – спорт, отдих и туризъм, Недялка Камбурова – връзки с обществеността и проекти, Боряна Коскина – отговаря за младите сляпо-глухи и законодателни инициативи по защита и правата на сляпо-глухите.

Председател на Контролния съвет е Маринка Маринова.

## Дейност
Издирването и проучването на сляпо-глухите става първоначално най-вече с помощта на здравни институции и местните организации на Съюза на слепите и Съюза на глухите. Сега това е първостепенна задача на регионалните организиции на НАСГБ.
Всяка регионална организация има свой живот. Членовете се включват в различни рехабилитационни, културни, спортни и туристически прояви, разнообразяващи всекидневието им, насочени към социалната им интеграция. НАСГБ полага грижи за социалната реализация на сляпо-глухите чрез трудоустрояване и обществени изяви. Членовете на асоциацията са предимно хора от третата възраст, по-малко са младите. Все още не са издирени всички сляпо-глухи деца и младежи. Една от причините е, че сляпо-глухите са пръснати в отдалечени селища на страната. Липсата на достатъчен финансов ресурс също затруднява тяхното откриване, проучване и организиране. Няколко сляпо-глухи деца се обучават в училищата за деца с нарушено зрение в София и Варна. Допреди 2 години сляпо-глухите от надучилищна възраст се рехабилитираха в Националния център за рехабилитация на слепи в Пловдив в интернатна форма, където има добре подготвен екип и подходящи условия за обучение, а след април 2004 г. в Националния център за рехабилитация на сляпо-глухи „Хелън Келър“.
През 2001 г. в гр. Пловдив беше осъществен проектът „Домашна грижа и социална интеграция за сляпо-глухи в Пловдив“ по програма „ФАР – ЛИЕН“, като са предоставени обгрижване, социални услуги, медицинско обслужване и безплатни ремонти по поддържане на домове на сляпо-глухите.
През 2005 г. беше осъществен проектът „Ние водим достоен живот“ на провеждане на Петия национален празник на специфичните възможности на сляпо-глухите в гр. Добрич, финансиран от Агенцията за хората с увреждания.

## Сътрудничество
НАСГБ получава субсидия от държавния бюджет от 1999 г. Чрез нея се предоставят необходимите специални помощни средства за облекчаване на комуникацията на сляпо-глухите. Това са телефони с усилвател на звука в слушалката, мощни звънци за входна врата, допълнителен звънец за телефон, безжични слушалки, консумативи за слухови апарати –индивидуални отливки, батерии.
Със съдействието на Община Пловдив функционира Клуб на инвалида за социални контакти на сляпо-глухите, където те общуват както помежду си, така и с хора с други увреждания, а също и с представители на институции и обществеността. Във всички регионални организации на асоциацията се извършват организационна, социална, рехабилитационна, културно-масова и туристическа дейност съвместно с организациите на хора с други увреждания.
Установените контакти от 1997 г. и сътрудничеството със СЕНС – Великобритания, участието на НАСГБ в Петата европейска, шестата и други конференция по сляпо-глухотата на Deafblind International, в Седмата световна конференция „Хелън Келър“ и в учредителната Генерална асамблея на Световната федерация на сляпо-глухите през 2001 г. в Нова Зеландия, създават условия обучението и рехабилитацията на сляпо-глухите в България да се издигнат на по-високо стъпало.
НАСГБ е учредител през 2001 г. на Световната федерация на сляпо-глухите и на учредяването на Европейския съюз на сляпо-глухите през 2003 г. в Дания.
Председателят на НАСГБ Димитър Парапанов е втори мандат одитор на Европейския съюз на сляпо-глухите.
Всяка година НАСГБ организира и провежда национални празници на специфичните възможности на сляпо-глухите, включващи държавни първенства по лека атлетика и шахмат, национален фестивал на художествената самодейност и изложби. През 2005 г. България е домакин на Осмата евроваканция на сляпо-глухите, която се провежда във Варненското училище за деца с нарушено зрение.
НАСГБ е провела няколко научно-практически конференции и семинари по проблемите на сляпо-глухотата и сляпо-глухите. През последните години нейни делегации участват активно в подобни форуми и в чужбина.

## Партньори
НАСГБ работи изключително много за добрите партньорски отношения със Съюза на слепите в България и Съюза на глухите в България, нейни равностойни партньори, като търси тяхната подкрепа и сътрудничество при отстояване на специфичните права на хората с увредени зрение и слух пред държавата и обществото, така както е в Европа, САЩ и Япония. Асоциацията поддържа също добро сътрудничество с Катедрата по специална педагогика на СУ „Св. Климент Охридски“.

## Периодични издания
От 2000 г. НАСГБ издава периодично Информационни бюлетини и брошури по организационни, рехабилитационни, социални и други проблеми. Както и сборници с доклади от конференции и семинари.
От юни 2003 г. на хартиен носител се издава списание „Звук и светлина“ – орган на НАСГБ. От 2005 г. това списание се издава и на аудиокасети, а от 2006 г. – и на компакт диск в MP3 и аудио формат. От 2005 г. редактор на сп. „Звук и светлина“ е журналистът Емил Пехливанов.